# نسل بومرنگی
نسل بومرنگی (انگلیسی: Boomerang Generation) اصطلاحی است مختص فرهنگ کشورهای غربی که فرزندان در جوامعی که شرایط اقتصادی همراه با رکود و بیکاری وجود دارد، در برهه‌ای از چرخهٔ زندگی خود، خانه را به منظور تحصیل در دانشگاه، کار یا ازدواج ترک می‌کنند و سپس در سنین بالاتر به تنهایی یا همراه با خانواده و فرزندان به خانه پدر و مادری خود بازمی‌گردند.
بومرنگ در این اصطلاح اشاره دارد به رفتار بازگشتی فرزندان که مشابه حرکت بازگشتی بومرنگ به مکان اولش است.
از دلایل این پدیده می‌توان به بیکاری و از دست دادن شغل یا ناتوانی در پیدا کردن شغل پس از فارغ‌التحصیلی، نداشتن امنیت اقتصادی و کمبود درآمد، ناتوانی در بازپرداخت وام یا کارت‌های اعتباری و طلاق اشاره کرد. در خیلی از مواقع، این افراد به همراه فرزند یا فرزندان، دوست دختر یا دوست پسر خود بازمی‌گردند.
این پدیده در مقابل پدیدهٔ آشیانهٔ خالی قرار دارد. پدیدهٔ آشیانهٔ خالی مربوط به زمانی‌ست که فرزندان خانهٔ پدر و مادر را برای تشکیل زندگی مستقل ترک می‌کنند که ممکن است منجر به «سندروم آشیانه خالی» شود.